# Gustaf Frödings jordafärd

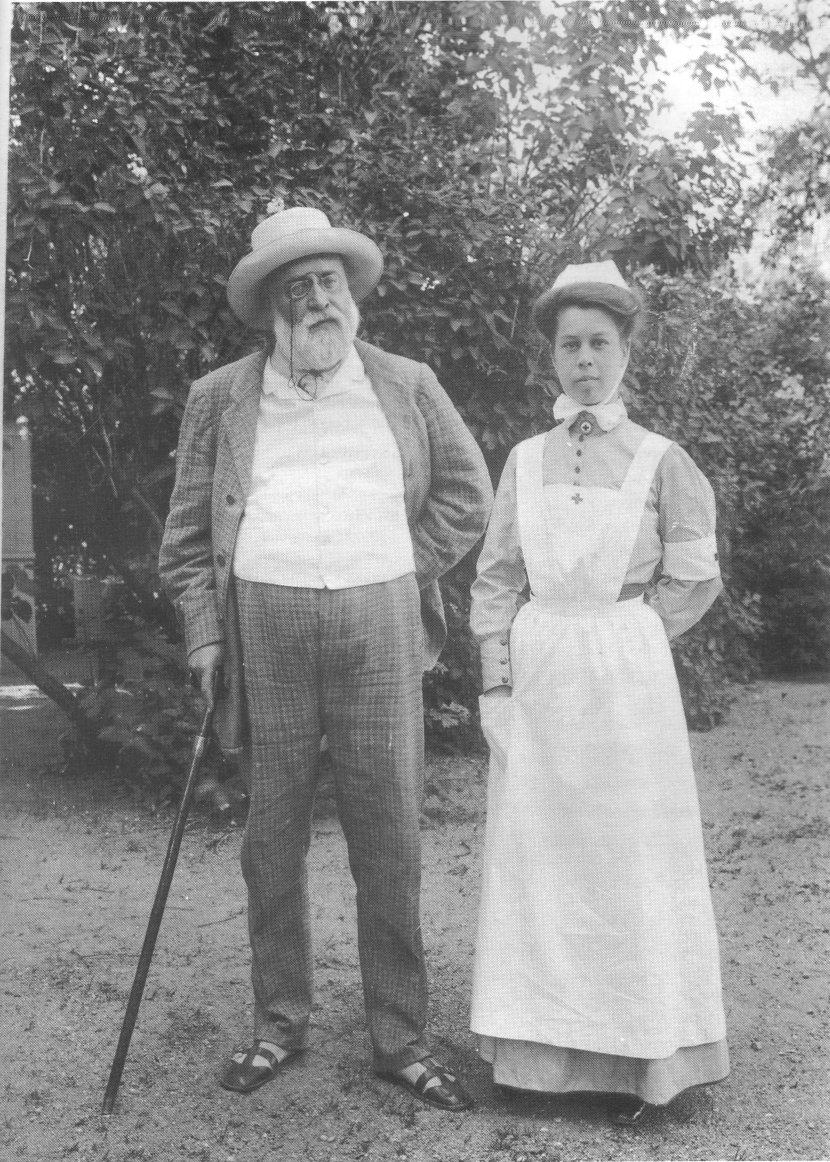
Gustaf Fröding och hans sköterska Signe Trotzig i Gröndals park i augusti 1910

Gustaf Frödings jordafärd är en dikt av Verner von Heidenstam till skaldebrodern Gustaf Frödings jordfästning den 13 februari 1911. Den börjar:
Bort gå de,

stumma skrida de

en efter en till skuggornas värld.
I dikten liknas sedan Fröding vid den hårt prövade Job i Bibeln.

## Hugo Alfvéns tonsättning
Delar av Heidenstams dikt tonsattes av Hugo Alfvén för manskör i februari 1911.
Alfvén tillträdde som director musices i Uppsala 1910 och redan den 7 oktober samma år utnämndes han även till dirigent i Orphei Drängar. Hans debutframträdande med O.D. blev dock inte det han tänkt sig.  Gustaf Fröding gick bort den 8 februari 1911 och redan två dagar senare, fredagen den 10, erhöll Alfvén ett brev från sin vän Verner von Heidenstam, med en dikt som denne bad Alfvén tonsätta och framföra med O.D. vid Frödings jordfästning söndagen den 12. Alfvén ansåg företaget hopplöst, men en av sångarna, Harald Adelsohn, bad honom i alla fall att göra ett försök. Vid en promenad på kvällen började domkyrkans klockor klämta, vilket inspirerade tonsättaren till musiken till texten ”Klockorna dåna. Tungt slå de…” och då han kom hem skrev han ned musiken medan Adelsohn skrev brev till sångarna och kallade dem till repetition dagen därpå. Alfvén skriver om episoden i sina memoarer: ”Där satt jag nu med ett tomt notblad, som skimrade för min upphetsade fantasi; men oron för den knappa tiden hade givit vika för en ljus förtröstan, ty sången låg ju i det närmaste redan färdig i huvudet. Det var endast att låta pennan löpa.”
På lördagen repeterade man mitt på dagen och på kvällen och på söndagen dirigerade Alfvén för första gången O.D. offentligt – vid Frödings jordfästning i Klara kyrka.